# Taco Shop
Taco Shop es una película estadounidense del género comedia de 2018, dirigida por Joaquin Perea, escrita por Rick Najera y Oskar Toruno, en la fotografía estuvo Alan Jacoby, los protagonistas son Tyler Posey, Rafael Agustin y Carlos Alazraqui, entre otros. Este largometraje fue producido por Streetwise Entertainment y se estrenó el 1 de mayo de 2018.

## Sinopsis
A una taquería se le complica el negocio cuando otro vendedor de tacos se estaciona en la vereda de enfrente y comienza un gran conflicto.